# Abraham Jan van Vessem
Abraham Jan van Vessem (Axel, 27 oktober 1852 - Ouddorp, 20 juli 1920) was burgemeester van de voormalige gemeente Ouddorp tussen 1907 en 1920.
Op 1 maart 1907 wordt Van Vessem als burgemeester van Ouddorp geïnstalleerd als opvolger van Simon Johannes Karsten. Van Vessem en zijn vrouw P.A. Birkenfelt worden feestelijk onthaald. In het dorp heerst wel enigszins teleurstelling dat er geen christelijke burgemeester kwam, maar een liberale. Desondanks zet Van Vessem zich stevig in voor het ietwat geïsoleerde dorp en wint al vlug de harten van de bevolking. In 1909 wordt Ouddorp aangesloten op het tramnet op Goeree-Overflakkee en wordt het isolement minder. Van Vessem neemt zijn intrek in een nieuw gebouwd burgemeestershuis aan het Molenblok.
In 1912 maakt Van Vessem als burgemeester de scheepsramp met de Kursk van dichtbij mee. Bij deze scheepsramp vallen 27 doden. Er spoelen lijken aan op het strand van Ouddorp.
In 1914 is hij ook een tijdje gemeentesecretaris van de gemeente Stellendam. Tevens was hij commissaris van de ‘Wester-hypotheekbank’.  In 1916 is hij betrokken bij de heroprichting van de liberale kiesvereniging in Ouddorp met de naam Burgerplicht. In 1917 wordt op verzoek van Van Vessem ter plaatse een vissersvereniging opgericht: Tot nut van 't algemeen. Van Vessem wordt voorzitter. Op 17 mei 1918 worden bij opbod door Van Vessum als burgemeester-strandvonder enkele vaten wijn en brandewijn verkocht.
Begin 1920 zet hij zich stevig in voor de elektrificatie van Goeree-Overflakkee. In juli van dat jaar overlijdt hij echter onverwacht. Van Vessem wordt opgevolgd door de jonge burgemeester Gobius du Sart.